# James W. Skotchdopole
James W. Skotchdopole est un producteur de cinéma américain né à New York (État de New York).

## Filmographie

### comme assistant réalisateur
- 1985 : Turk 182 de Bob Clark
- 1985 : Chorus Line de Richard Attenborough
- 1986 : Brighton Beach Memoirs de Gene Saks
- 1986 : Une baraque à tout casser de Richard Benjamin
- 1987 : Les Envoûtés de John Schlesinger
- 1987 : Les Incorruptibles de Brian De Palma
- 1987 : Ishtar de Elaine May
- 1987 : Mannequin de Michael Gottlieb
- 1988 : Fantômes en fête de Richard Donner
- 1988 : Pleine lune sur Parador de Paul Mazursky
- 1988 : Biloxi Blues de Mike Nichols
- 1989 : Dead Bang de John Frankenheimer
- 1990 : Jours de tonnerre de Tony Scott
- 1990 : Vengeance de Tony Scott
- 1991 : Le Dernier Samaritain de Tony Scott
- 1991 : Quoi de neuf, Bob ? de Frank Oz
- 1992 : Fais comme chez toi ! de Frank Oz
- 1993 : True Romance de Tony Scott
- 1993 : Nuits blanches à Seattle de Nora Ephron
- 1994 : Joyeux Noël de Nora Ephron
- 1995 : USS Alabama de Tony Scott
- 1996 : Le Fan de Tony Scott
- 2000 : Sand de Matt Palmieri

### comme producteur
- 1990 : Naked Tango de Leonard Schrader (en)
- 1993 : True Romance de Tony Scott
- 1993 : Nuits blanches à Seattle de Nora Ephron
- 1994 : Joyeux Noël de Nora Ephron
- 1995 : USS Alabama (film) de Tony Scott
- 1996 : Le Fan de Tony Scott
- 1998 : Ennemi d'État de Tony Scott
- 2000 : Sand de Matt Palmieri
- 2000 : Company Man de Peter Askin et Douglas McGrath
- 2001 : Spy Game : Jeu d'espions de Tony Scott
- 2004 : Man on Fire de Tony Scott
- 2005 : Ma sorcière bien-aimée de Nora Ephron
- 2007 : Boulevard de la mort de Quentin Tarantino
- 2007 : Grindhouse de Robert Rodriguez, Eli Roth, Quentin Tarantino, Edgar Wright, Rob Zombie
- 2008 : Surfer, Dude de S.R. Bindler
- 2008 : The Women de Diane English
- 2010 : My Own Love Song de Olivier Dahan
- 2011 : Violet & Daisy de Geoffrey Fletcher
- 2012 : Django Unchained de Quentin Tarantino
- 2012 : Upside Down de Juan Solanas
- 2012 : Lady Vegas : Les Mémoires d'une joueuse de Stephen Frears
- 2014 : Birdman de Alejandro González Iñárritu
- 2015 : Accidental Love de David O. Russell

## Distinctions

### Récompenses
- Oscars du cinéma 2015 : Oscar du meilleur film pour Birdman, conjointement avec Alejandro González Iñárritu et John Lesher

### Nominations
- BAFTA 2015 : BAFA du meilleur film pour Birdman